# العلاقات المغربية البنغالية
تشير العلاقات البنغالية المغربية إلى العلاقات الثنائية بين بنغلاديش و المغرب.   ماجد حليم هو سفير المغرب لدى بنغلاديش منذ عام 2016.

## التاريخ
زار الرحالة في القرن الرابع عشر، ابن بطوطة، أجزاء من البنغال، وهي الآن بنغلاديش. في 13 يوليو 1973، اعترف المغرب ببنغلادش كدولة مستقلة. في 11 ديسمبر / كانون الأول 1988، افتتح المغرب سفارته في دكا، بنغلاديش، وفي 28 أغسطس 1990 افتتحت بنغلاديش سفارتها في الرباط، المغرب.  زارت رئيسة وزراء بنغلاديش، الشيخة حسينة المغرب في عام 2016.

## العلاقات الاقتصادية
صدرت بنجلاديش سلع بقيمة 4.4 مليون دولار واستوردت بضائع بقيمة 148 مليون دولار للمغرب. 